# Đunđuš
Đunđuš (mađ. Gyöngyös, nje. Gengeß) (poneki izvori "Đenđeš, đenđeški") je grad na sjevernom dijelu istočne polovine Mađarske.  
Površine je 55,31 km četvorni.  

## Zemljopisni položaj
Neposredno zapadno od grada je jezero Gyongyor Redei-viztarolo i naselje Nagyrede, sjeverozapadno su Gyongyostarjan i Gyongyosoroszi, sjeverno je Gyongyosolmos, sjeveroistočno su Matrafured, Palosvorosmart i Abasar, istočno su Visonta i Halmajugra, jugoistočno je Karacsond, južno je Gyongyoshalasz, jugozapadno su Atkar, Hort i Ecsed.

## Upravna organizacija
Upravno je sjedište đunđuške mikroregije u Heveškoj županiji. Poštanski je broj 3200, a neka pripadna naselja imaju broj 3221, 3232, 3233. Ovdje djeluje romska i rusinska manjinska samouprava.

## Povijest
Status grada imao je prije 1900. godine. 1923. mu je godine upravno pripojeno naselje Gyöngyöspüspöki.
U Đunđušu je bilo sjedište mađarskih franjevaca provincije Presvetoga Spasitelja. Nakon oslobađanja južnih panonskih krajeva od Turaka, franjevci ugarske provincije nadomjestili su franjevačke provincije Bosne Srebrene koji su dotad obnašali duhovničke dužnosti po tim krajevima, među ostalim i u Bačkoj, ponajviše u Subotici i Potisju, dok su u Podunavlju i dalje djelovali nekadašnji bosanski franjevci, koji su u Mađarskoj osnovali svoju novu provinciju Svetoga Ivana Kapistrana.

## Kultura
Hrvati su u Đunđušu ostavili trag u kulturno-prosvjetnom području preko katoličkih redovnika franjevaca, koji u Đunđušu djeluju od 15. stoljeća. Đunđuš kao sjedište mađarske franjevačke provincije ima i uglednu knjižnicu s vrijednim starim izdanjima: blizu tisuću primjeraka stranih knjiga iz 16. stoljeća. Franjevci su strastveno skupljali knjige, posebice homilijare, propovijedi i postile pomoću kojih su obogaćivali propovijedi. Stjepan Lukač zabilježio je da franjevačka knjižnica u Đunđušu raspolaže primjerkom Marulićeva Evanđelistara iz 1529. godine.Budući da su franjevci prema vlastitoj reguli smjeli skupljati samo one knjige kojima su se služili, tako se zna da se rado čitalo hrvatske autore. Toj su činjenici pridonijeli brojni hrvatski franjevci provincije Bosne Srebrene (iz Bosne, Dalmacije) koji su djelovali po ugarskim krajevima pod turskom upravom, a u samom Đunđušu školovali se, duhovnički djelovali i predavali.
Popularnost su konkretnih djela hrvatskih autora u Ugarskoj od 16. do 18. stoljeća u vremenu protureformacije pridonijeli Hrvati na misionarskom radu u Ugarskoj, jer su bili među organizatorima novoga katolicizma, što su potvrdili i sami mađarski povjesničari.
Katolički velikaški krugovi cijenili su njihov rad hrvatskih franjevaca, a jer su franjevci bili u prisnijem odnosu s osmanskim vlastima koji su tako tim putem kontrolirali katolički puk koji im nije bio buntovan kao u župama gdje su djelovali drugi svećenici.
Među hrvatskim se redovnicima franjevcima ističe Andrija Zagrebački (András Zágrábi) odnosno Andrija Hrvat (András Kroata) koji se zaredio u Đunđušu i bio u diplomatskim aktivnostima.
Prvih desetljeća 1600-ih u Đunđušu je djelovao studium humanitatis, srednjoškolska ustanova redovničkih pitomaca.
Nažalost po kršćansko jedinstvo, drugi misionari, isusovci u Ugarskoj doživljavali su franjevce kao konkurenciju pa su franjevce napadali zbog "nepismenosti i neznanja", iako se umnogome radilo o zavisti zbog uspješnog duhovničkog rada i živog knjiškog izdavaštva.
Ipak, za turskih su vremena franjevci bili nasušno potrebni te im nisu mogli nahuditi. Čim je osmanska opasnost prestala, kad se stvorio duboki sigurni oslobođeni teritorij, više nisu trebali hrvatske franjevce koji su često i silom istjerani i vraćeni u okupirane krajeve.

## Stanovništvo
2001. je godine u Đunđušu živjelo 33.843 Đunđušca i Đunđuškinje, većinom Mađara, te nešto Roma, Nijemaca, Slovaka i Rusina.

## Vanjske poveznice
- Službene stranice
- Informacije o Đunđušu  Arhivirana inačica izvorne stranice od 5. svibnja 2019. (Wayback Machine)
- Terkep
- Zračne slike